# Elezioni comunali in Calabria del 2003
Le elezioni comunali in Calabria del 2003 si tennero il 25-26 maggio (con ballottaggio l'8-9 giugno).

## Provincia di Cosenza

### Paola
| Candidati                       | Candidati                   | II turno             | II turno           | I turno | I turno | Liste                             | Voti   | %     | Seggi |
| Candidati                       | Candidati                   | Voti                 | %                  | Voti    | %       | Liste                             | Voti   | %     | Seggi |
| ------------------------------- | --------------------------- | -------------------- | ------------------ | ------- | ------- | --------------------------------- | ------ | ----- | ----- |
|                                 | Roberto Perrotta ✔️ Sindaco | 5 994                | 61,03              | 4 410   | 40,15   | Democratici di Sinistra           | 1 554  | 14,57 | 6     |
| La Margherita                   | Roberto Perrotta ✔️ Sindaco | 5 994                | 61,03              | 4 410   | 40,15   | 843                               | 7,90   | 3     |       |
| Socialisti Democratici Italiani | Roberto Perrotta ✔️ Sindaco | 5 994                | 61,03              | 4 410   | 40,15   | 499                               | 4,68   | 1     |       |
| Federazione dei Verdi-Altri     | Roberto Perrotta ✔️ Sindaco | 5 994                | 61,03              | 4 410   | 40,15   | 457                               | 4,28   | 1     |       |
| Comunisti Italiani              | Roberto Perrotta ✔️ Sindaco | 5 994                | 61,03              | 4 410   | 40,15   | 374                               | 3,51   | 1     |       |
|                                 | Marco Aloise                | 3 828                | 38,97              | 3 617   | 32,93   | Forza Italia                      | 1 904  | 17,85 | 2     |
| Alleanza Nazionale              | Marco Aloise                | 3 828                | 38,97              | 3 617   | 32,93   | 876                               | 8,21   | 1     |       |
| Nuovo PSI                       | Marco Aloise                | 3 828                | 38,97              | 3 617   | 32,93   | 763                               | 7,15   | 1     |       |
| Lista Civica                    | Marco Aloise                | 3 828                | 38,97              | 3 617   | 32,93   | 712                               | 6,68   | 1     |       |
| Seggio di coalizione            | Seggio di coalizione        | Seggio di coalizione | 38,97              | 3 617   | 32,93   | 1                                 |        |       |       |
|                                 | Giuseppe Perrotta           | Giuseppe Perrotta    | Giuseppe Perrotta  | 1 866   | 16,99   | Lista Civica                      | 1 103  | 10,34 | 1     |
| Centro                          | Giuseppe Perrotta           | Giuseppe Perrotta    | Giuseppe Perrotta  | 1 866   | 16,99   | 483                               | 4,53   | –     |       |
| Seggio di coalizione            | Seggio di coalizione        | Seggio di coalizione | Giuseppe Perrotta  | 1 866   | 16,99   | 1                                 |        |       |       |
|                                 | Graziano Di Natale          | Graziano Di Natale   | Graziano Di Natale | 438     | 3,99    | Unione di Centro (A)              | 502    | 4,71  | –     |
|                                 | Lucio Cortese               | Lucio Cortese        | Lucio Cortese      | 429     | 3,91    | Rifondazione Comunista            | 528    | 4,95  | –     |
|                                 | Giovanni Gravina            | Giovanni Gravina     | Giovanni Gravina   | 225     | 2,05    | Partito Repubblicano Italiano (A) | 95     | 0,89  | –     |
| Totale                          | Totale                      | 9 822                | 100                | 10 985  | 100     |                                   | 10 666 | 100   | 20    |
|                                 |                             |                      |                    |         |         |                                   |        |       |       |
| Fonte: Ministero dell'interno   |                             |                      |                    |         |         |                                   |        |       |       |

## Provincia di Reggio Calabria

### Palmi
| Candidati                       | Candidati                  | II turno             | II turno          | I turno | I turno | Liste              | Voti   | %     | Seggi |
| Candidati                       | Candidati                  | Voti                 | %                 | Voti    | %       | Liste              | Voti   | %     | Seggi |
| ------------------------------- | -------------------------- | -------------------- | ----------------- | ------- | ------- | ------------------ | ------ | ----- | ----- |
|                                 | Antonino Parisi ✔️ Sindaco | 5 741                | 54,73             | 4 592   | 39,11   | UDEUR              | 2 136  | 19,15 | 6     |
| Socialisti Democratici Italiani | Antonino Parisi ✔️ Sindaco | 5 741                | 54,73             | 4 592   | 39,11   | 1 210              | 10,85  | 3     |       |
| Comunisti Italiani              | Antonino Parisi ✔️ Sindaco | 5 741                | 54,73             | 4 592   | 39,11   | 694                | 6,22   | 2     |       |
| Rifondazione Comunista          | Antonino Parisi ✔️ Sindaco | 5 741                | 54,73             | 4 592   | 39,11   | 425                | 3,81   | 1     |       |
|                                 | Gaetano Muscari            | 4 748                | 45,27             | 3 229   | 27,50   | Alleanza Nazionale | 1 146  | 10,27 | 1     |
| Socialdemocrazia                | Gaetano Muscari            | 4 748                | 45,27             | 3 229   | 27,50   | 1 079              | 9,67   | 1     |       |
| Partito Repubblicano Italiano   | Gaetano Muscari            | 4 748                | 45,27             | 3 229   | 27,50   | 990                | 8,87   | 1     |       |
| Seggio di coalizione            | Seggio di coalizione       | Seggio di coalizione | 45,27             | 3 229   | 27,50   | 1                  |        |       |       |
|                                 | Giuseppe Mattiani          | Giuseppe Mattiani    | Giuseppe Mattiani | 2 231   | 19,00   | Forza Italia       | 1 017  | 9,12  | 1     |
| Lista civica di centro-destra   | Giuseppe Mattiani          | Giuseppe Mattiani    | Giuseppe Mattiani | 2 231   | 19,00   | 293                | 2,63   | –     |       |
| Lista Civica                    | Giuseppe Mattiani          | Giuseppe Mattiani    | Giuseppe Mattiani | 2 231   | 19,00   | 263                | 2,36   | –     |       |
| Centro Democratico Calabrese    | Giuseppe Mattiani          | Giuseppe Mattiani    | Giuseppe Mattiani | 2 231   | 19,00   | 232                | 2,08   | –     |       |
| Seggio di coalizione            | Seggio di coalizione       | Seggio di coalizione | Giuseppe Mattiani | 2 231   | 19,00   | 1                  |        |       |       |
|                                 | Luigi Parisi               | Luigi Parisi         | Luigi Parisi      | 1 688   | 14,38   | Unione di Centro   | 998    | 8,95  | 1     |
| Nuovo PSI                       | Luigi Parisi               | Luigi Parisi         | Luigi Parisi      | 1 688   | 14,38   | 435                | 3,90   | –     |       |
| Centro                          | Luigi Parisi               | Luigi Parisi         | Luigi Parisi      | 1 688   | 14,38   | 237                | 2,12   | –     |       |
| Seggio di coalizione            | Seggio di coalizione       | Seggio di coalizione | Luigi Parisi      | 1 688   | 14,38   | 1                  |        |       |       |
| Totale                          | Totale                     | 10 489               | 100               | 11 740  | 100     |                    | 11 155 | 100   | 20    |
|                                 |                            |                      |                   |         |         |                    |        |       |       |
| Fonte: Ministero dell'interno   |                            |                      |                   |         |         |                    |        |       |       |

### Rosarno
| Candidati                     | Candidati                               | II turno             | II turno          | I turno | I turno | Liste                           | Voti  | %     | Seggi |
| Candidati                     | Candidati                               | Voti                 | %                 | Voti    | %       | Liste                           | Voti  | %     | Seggi |
| ----------------------------- | --------------------------------------- | -------------------- | ----------------- | ------- | ------- | ------------------------------- | ----- | ----- | ----- |
|                               | Giacomo Francesco Saccomanno ✔️ Sindaco | 4 151                | 54,58             | 3 172   | 37,05   | Forza Italia                    | 2 735 | 32,67 | 11    |
| Partito Repubblicano Italiano | Giacomo Francesco Saccomanno ✔️ Sindaco | 4 151                | 54,58             | 3 172   | 37,05   | 367                             | 4,38  | 1     |       |
|                               | Michele Fiorenzo Musolino               | 3 455                | 45,42             | 2 764   | 32,29   | Lista civica di centro-sinistra | 2 329 | 27,82 | 4     |
| Comunisti Italiani            | Michele Fiorenzo Musolino               | 3 455                | 45,42             | 2 764   | 32,29   | 397                             | 4,74  | –     |       |
| Seggio di coalizione          | Seggio di coalizione                    | Seggio di coalizione | 45,42             | 2 764   | 32,29   | 1                               |       |       |       |
|                               | Vincenzo Mattiani                       | Vincenzo Mattiani    | Vincenzo Mattiani | 1 963   | 22,93   | Nuovo PSI                       | 699   | 8,35  | 1     |
| Unione di Centro              | Vincenzo Mattiani                       | Vincenzo Mattiani    | Vincenzo Mattiani | 1 963   | 22,93   | 654                             | 7,81  | –     |       |
| Centro                        | Vincenzo Mattiani                       | Vincenzo Mattiani    | Vincenzo Mattiani | 1 963   | 22,93   | 595                             | 7,11  | –     |       |
| Seggio di coalizione          | Seggio di coalizione                    | Seggio di coalizione | Vincenzo Mattiani | 1 963   | 22,93   | 1                               |       |       |       |
|                               | Rocco Italiano                          | Rocco Italiano       | Rocco Italiano    | 561     | 6,55    | Centro                          | 533   | 6,37  | –     |
| Seggio di coalizione          | Seggio di coalizione                    | Seggio di coalizione | Rocco Italiano    | 561     | 6,55    | 1                               |       |       |       |
|                               | Rocco Castagna                          | Rocco Castagna       | Rocco Castagna    | 101     | 1,18    | Fronte Nazionale                | 62    | 0,74  | –     |
| Totale                        | Totale                                  | 7 606                | 100               | 8 561   | 100     |                                 | 8 371 | 100   | 20    |
|                               |                                         |                      |                   |         |         |                                 |       |       |       |
| Fonte: Ministero dell'interno |                                         |                      |                   |         |         |                                 |       |       |       |